# Paspalum redondense
Paspalum redondense är en gräsart som beskrevs av Jason Richard Swallen. Paspalum redondense ingår i släktet tvillinghirser, och familjen gräs. Inga underarter finns listade i Catalogue of Life.